# Sede da Fazenda Cacutá
A sede da Fazenda Cacutá, localizado dentro da Fazenda São Bento do Cacutá é uma construção rural do século XIX, tombada em 2004 pelo Condephaat (Conselho de Defesa do Patrimônio Histórico), está localizada na cidade de Valinhos, no estado de São Paulo.
Não se sabe ao certo a data de sua construção. Segundo relato ele fora construído por José Cacutá durante o século XIX. A casa também foi residência de Joaquim Egídio de Souza Aranha, barão de Três Rios e é um exemplar da arquitetura paulista rural do período da expansão cafeeira para o oeste paulista. 
Atualmente é utilizado como sede do Clube de Campo Vale Verde que tem como objetivo expor a cultura e história do município de Valinhos.

## Arquitetura
O casarão foi construído por escravos em taipa de pilão e é decorado com mobília francesa. Apresenta 980 m² de área construída em um total de 2,5 alueires. Sofreu várias reformas ao longo do tempo, mas sua edificação continua conservada. O projeto paisagístico de 1972, é de autoria de Burle Marx.